# Plaveșciîna, Petrîkivka
Plaveșciîna (în ucraineană Плавещина) este un sat în comuna Șulhivka din raionul Petrîkivka, regiunea Dnipropetrovsk, Ucraina.

## Demografie
Componența lingvistică a localității Plaveșciîna
     Ucraineană (100%)
Conform recensământului din 2001, toată populația localității Plaveșciîna era vorbitoare de ucraineană (100%).